# Камбијум
Камбијум је латерални меристем (творно биљно ткиво) који се налази у стаблу и корену, али и листовима појединих врста биљака. Деобама ћелија камбијума настају елементи секундарног ксилема (секундарно дрво) ка унутрашњости стабла и корена, а елементи флоема (секундарна кора) ка периферији ових органа. Камбијум је изграђен од два основна типа ћелија: фузиформних иницијала, издужених призматичних ћелија, и иницијала зракова, изодијаметарских ћелија.
Код зељастих биљака јавља се у васкуларним сноповима који су често распоређени као перле на огрлици формирајући испрекидани прстен унутар стабљике. У дрвенастим биљкама формира цилиндар од неспецијализованих меристемских ћелија, као непрекидни прстен из којег настају нова ткива. За разлику од ксилема и флоема, он не преноси воду, минерале или храну кроз биљку. Други називи за васкуларни камбијум су главни камбијум, дрвени камбијум или бифацијални камбијум.

## Појава
Васкуларни камбијум се налази код двосупница и голосеменица, али не и код монокота, којима обично недостаје секундарни раст. Неколико врста листова такође има васкуларни камбијум. Код двосупница и голосеменсјих стабала, васкуларни камбијум је очигледна линија која раздваја кору и дрво; имају и плутени камбијум. За успешно калемљење, васкуларни камбијум подлоге и калема морају бити поравнати тако да могу да расту заједно.

## Структура и функција
Камбијум присутан између примарног ксилема и примарног флоема назива се интрафасцикуларни камбијум (унутар васкуларних снопова). Током секундарног раста, ћелије медуларних зрака, у линији (као што се види на пресеку; у три димензије, то је лист) између суседних васкуларних снопова, постају меристематске и формирају нови интерфасцикуларни камбијум (између васкуларних снопова). Фасцикуларна и интерфаскикуларна камбија се тако спајају и формирају прстен (у три димензије, цев) који раздваја примарни ксилем и примарни флоем, камбијумски прстен. Васкуларни камбијум производи секундарни ксилем на унутрашњој страни прстена, а секундарни флоем споља, гурајући примарни ксилем и флоем један од другог.
Васкуларни камбијум се обично састоји од две врсте ћелија:
- Фусиформни иницијали (високи, аксијално оријентисани)
- Реј иницијали (мањи и округлих до угаоних облика)

### Одржавање камбијалног меристема
Васкуларни камбијум се одржава мрежом међусобно повезаних сигналних петљи. Тренутно су и хормони и кратки пептиди идентификовани као носиоци информација у овим системима. Док се слична регулација јавља у другим биљним меристемима, камбијални меристем прима сигнале и са стране ксилема и са стране флоема за меристем. Сигнали примљени изван меристема делују на смањење унутрашњих фактора, што промовише пролиферацију и диференцијацију ћелија.

### Хормонска регулација
Биљни хормони који учествују у васкуларној камбијалној активности су ауксини, етилен, гиберелини, цитокинини, апсцисинска киселина и вероватно ће и низ других бити откривен. Сваки од ових биљних хормона је од виталног значаја за регулацију камбијалне активности. Комбинација различитих концентрација ових хормона је веома важна у метаболизму биљака.
Доказано је да ауксински хормони стимулишу митозу, производњу ћелија и регулишу интерфаскикуларни и фаскикуларни камбијум. Наношење ауксина на површину пањева омогућило је да обезглављени изданци наставе секундарни раст. Одсуство ауксинских хормона штетно утиче на биљку. Показало се да ће мутанти без ауксина показати повећан размак између интерфасцикуларних камбијума и смањен раст васкуларних снопова. Мутантна биљка ће стога доживети смањење воде, хранљивих материја и фотосинтата који се транспортују кроз биљку, што ће на крају довести до смрти. Ауксин такође регулише две врсте ћелија у васкуларном камбијуму, зрацима и фусиформним иницијалима. Регулисање ових иницијала обезбеђује везу и комуникацију између ксилема и флоема чије одржавање је неопходно за транслокацију хране, а шећери се безбедно чувају као енергетски ресурс. Нивои етилена су високи у биљкама са активном камбијалном зоном и још увек се проучавају. Гиберелин стимулише деобу камбијалних ћелија и такође регулише диференцијацију ткива ксилема, без утицаја на брзину диференцијације флоема. Диференцијација је суштински процес који мења ова ткива у специјализованији тип, што доводи до важне улоге у одржавању животног облика биљке. У дрвећу тополе, високе концентрације гиберелина су у позитивној корелацији са повећањем деобе камбијалних ћелија и повећањем ауксина у камбијалним матичним ћелијама. Гиберелин је такође одговоран за ширење ксилема путем сигнала који путује од изданка до корена. Познато је да хормон цитокинин регулише брзину ћелијске деобе уместо смера ћелијске диференцијације.

## Камбијум као храна
Камбијум већине дрвећа је јестив. У Скандинавији се историјски користио као брашно за прављење хлеба од коре.